# Gustloffwerk Meiningen

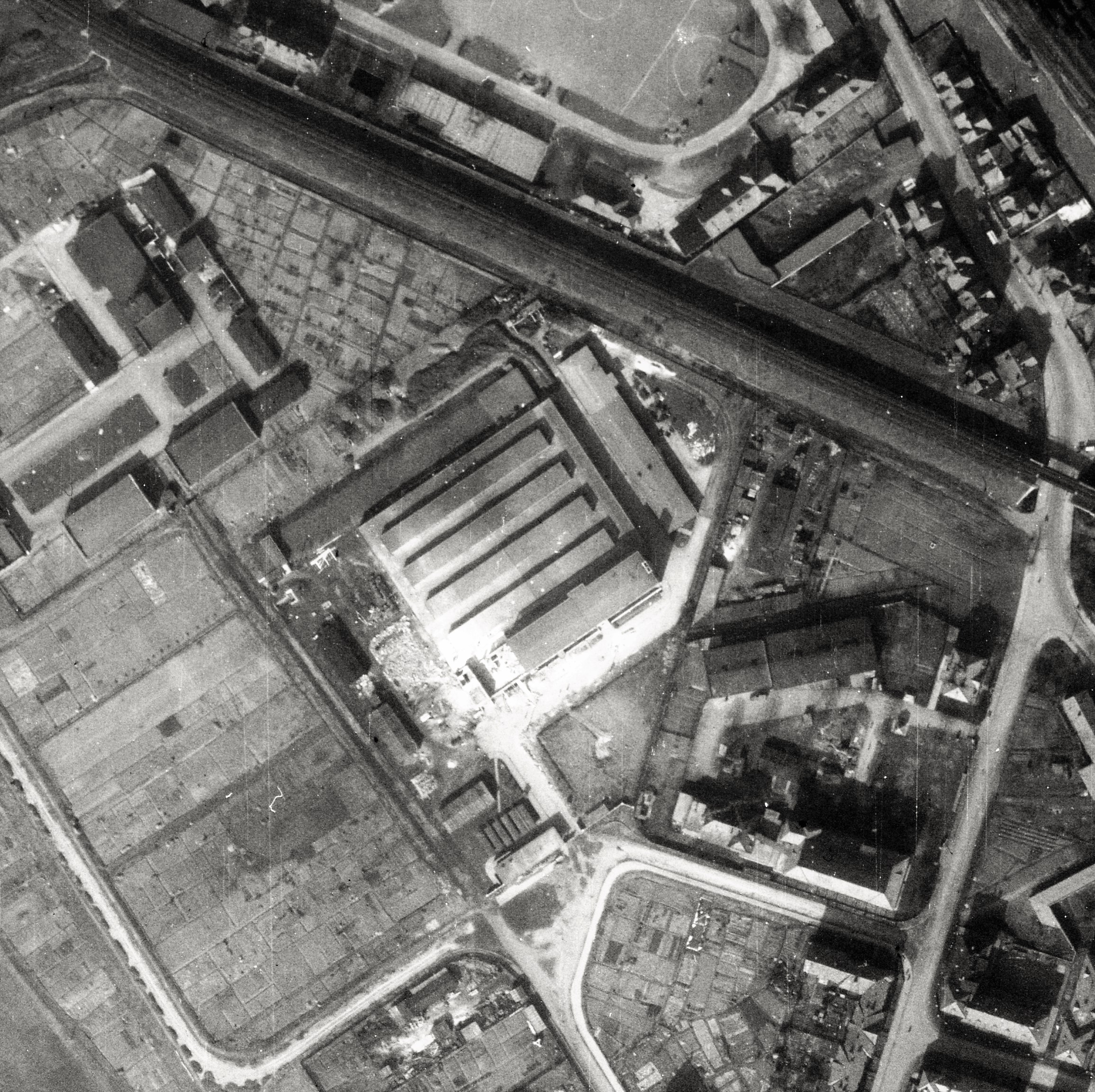
Das Gustloffwerk in Meiningen 1945

Das Gustloffwerk Meiningen war ein im Jahr 1940 für die Rüstungsindustrie erbautes Zweigwerk der Berlin-Suhler Waffen- und Fahrzeugwerke in der südthüringischen Stadt Meiningen.
Das einst im Stadtteil „Totenfeld“ im Norden von Meiningen gelegene Werk entstand auf Initiative des Meininger Landrates Hellmuth Gommlich und des Thüringer Gauleiters Fritz Sauckel mit finanzieller Hilfe der Wilhelm-Gustloff-Stiftung. Errichtet wurde eine 80 Meter mal 80 Meter große Produktionshalle mit einem Kopfbau für die Werkleitung und Büros sowie mehrere Nebengebäude. Überwiegend wurden die Panzerbüchse 39 (Pz.B 39) und ab 1943 die 2-cm-Flak 38 produziert. Neben der deutschen Belegschaft waren auch rund 200 Zwangsarbeiter beschäftigt.
Am 2. März 1945 gegen 13.00 Uhr war das Werk das Ziel mehrerer B-17-Bomber der USAAF. Sie warfen Spreng- und Brandbomben ab, die eine nicht genau erfasste Zahl von Todesopfern kosteten. Neben dem Werk wurden auch mehrere umliegende Wohnhäuser getroffen und beschädigt. Die Bombenschäden konnten die Produktion aber kaum beeinträchtigen. Nach Kriegsende wurde das Werk im Jahr 1946 aufgelöst und demontiert. Auf dem Gelände etablierte sich anschließend der VEB Kraftverkehr Meiningen, seit 1995 befindet sich dort ein Einkaufszentrum. 